# Doppelte Diskontierung
Die doppelte Diskontierung ist ein Rechenverfahren aus der Investitionsrechnung. Es entspricht im Wesentlichen der Kapitalwertmethode. Wie bei dieser werden Ein- und Auszahlungen eines Investitionsprojektes durch Abzinsung verbarwertet. Die doppelte Diskontierung soll das Risiko der Investition rechnerisch berücksichtigen.
In der betriebswirtschaftlichen Literatur finden sich dazu zwei Vorgehensweisen:
- Die erste Vorgehensweise entspricht praktisch genau der Kapitalwertmethode, es wird aber ein höherer Kalkulationszinssatz angesetzt als der, der verwendet würde, wenn kein Risiko vorläge[1] (vergleiche hierzu auch risikofreier Zinssatz und Credit Spread).
- Die zweite Vorgehensweise sieht vor, jede Zahlung nach der Abzinsung mit dem (risikofreien) Kalkulationszinssatz nochmals mit einem zweiten Kalkulationszinssatz abzuzinsen.[2][3] Die Formel für den Kapitalwert wäre also bei jährlichen Überschüssen E aus einer Investition I:

{\displaystyle KW={\frac {E_{1}}{(1+z)(1+i)}}+{\frac {E_{2}}{((1+z)(1+i))^{2}}}+...+{\frac {E_{n}}{((1+z)(1+i))^{n}}}-I}
z steht dabei für den Kalkulationszins, i ist der Zinssatz für die zweite Abzinsung, die rechnerisch das Risiko wiedergeben soll.
Damit eine risikoreiche Investition gegenüber einer sonst gleichen sicheren Investition bei Anwendung der doppelten Diskontierung gleich attraktiv wird, muss sie höhere Überschüsse versprechen.